# Hana yori mo naho
Hana yori mo naho (花よりもなほ?) è un film del 2006 diretto da Hirokazu Kore'eda.